# Nozay, Loire-Atlantique

Nozay este o comună în departamentul Loire-Atlantique, Franța. În 2009 avea o populație de 3,784 de locuitori.